# Словарь современного русского литературного языка
Слова́рь совреме́нного ру́сского литерату́рного языка́ (в лексикографической среде получил известность как Большой академический словарь, БАС) — академический нормативный толково-исторический словарь русского литературного языка, выпущенный в 1948—1965 годах в 17 томах.
Отражал лексический состав русского языка, преимущественно со времён А. С. Пушкина:97. Словарь включал большое количество значений слов, их оттенков и фразеологизмов; помимо «академической» литературной лексики (против обещанного в названии), в словарную базу также включались разговорно-просторечные слова и выражения.
На базе картотеки БАС в 1957—1961 годах был выпущен четырёхтомный «Словарь русского языка» под редакцией А. П. Евгеньевой, получивший известность как Малый академический словарь (МАС):97. В 1991—1994 годах были выпущены в свет шесть томов второго (предполагавшегося как двадцатитомный) издания Словаря современного русского литературного языка, после чего издание было прервано. Этот неоконченный проект не получил широкого признания академической общественности, и к нему термин «БАС» обычно не применяется.

## История

### Первое издание
В 1937 году Президиум АН СССР принял постановление о прекращении работы над «Словарём русского языка» под редакцией А. А. Шахматова и о начале подготовки к выпуску нового словаря со второй половины 1937 года. Выпуск первого тома был намечен на конец 1941 года, однако состоялся лишь в 1948 году вследствие Великой Отечественной войны. ССРЛЯ был издан в 17 томах, публиковался с 1948 по 1965 годы в Издательстве Академии наук СССР, с 1963 по 1965 год — в издательстве «Наука», под редакцией В. И. Чернышёва. В 1970 году словарь был удостоен Ленинской премии.
1. А — Б (1950).
2. В (1951).
3. Г — Е (1954).
4. Ж — З (1955).
5. И — К (1956).
6. Л — М (1957).
7. Н (1958).
8. О (1959).
9. П — пнуть (1959).
10. По — поясочек (1960).
11. Пра — пятью (1961).
12. Р (1961).
13. С — сняться (1962).
14. Со — сям (1963).
15. Т (1963).
16. У — Ф (1964).
17. Х — Я (1965).

### Второе издание
В 1975 году по инициативе Ф. П. Филина было принято решение о переиздании словаря. Второе издание предполагалось сделать двадцатитомным с объёмом более 120 000 слов. Переиздание объяснялось многими причинами, в том числе развитием словарного состава и лингвистической теории. Руководство работой над вторым изданием первоначально осуществлял Ф. П. Сороколетов, затем К. С. Горбачевич. ССРЛЯ издавался издательством «Русский язык» в 1991—1994 годах, но издание было остановлено на букве З, что соответствует шестому тому словаря (пятый и шестой тома изданы одной книгой). Общий объём изданных томов составляет около 28 000 слов, 3035 слов из них — отсылочные.
1. А—Б (1991). 864 с.
2. В (1991). 960 с.
3. Г (1992). 400 с.
4. Д (1993). 576 с.
5. Тома 5—6. Е—3 (1994).

### Третье издание
С 2004 года санкт-петербургское отделение издательства «Наука» приступило к третьему изданию «Большого академического словаря русского языка» в 30 томах, подготовленного Институтом лингвистических исследований РАН. Третье издание в общем и целом базируется на тех же принципах, которые были положены в основу предыдущих изданий Академического словаря; по сравнению с первым изданием ССРЛЯ часть устаревшей политической лексики советского периода из словаря удалена. Картотека ССРЛЯ предыдущих изданий была переведена (в 2008) в форму электронной базы данных. Заявленный объём БАС — 150 000 слов. Главный редактор третьего издания — К. С. Горбачевич (тома 1—9), А. С. Герд и другие (начиная с тома 10). Издание продолжается по настоящее время.
1. А — Бишь (2004).
2. Благо — Внять (2005).
3. Во — Вящий (2005).
4. Г — День (2005).
5. Деньга — Жюри (2005).
6. З — Зятюшка (2006).
7. И — Каюр (2007).
8. Каюта — Кюрины (2007).
9. Л — Медь (2008).
10. Медяк — Мячик (2008).
11. Н — Недриться (2008).
12. Недруг — Няня (2009).
13. О — Опор (2009).
14. Опора — Отрыть (2010).
15. Отряд — Перевал (2011).
16. Перевалец — Пламя (2011).
17. План — Подлечь (2011).
18. Подлещ — Порой (2012).
19. Порок — Пресс (2012).
20. Пресса — Продел (2012).
21. Проделать — Пятью (2012).
22. Р — Расплох (2013).
23. Расплыв — Розниться (2014).

3-е издание. Обложка

24. Розница — Сверяться (2017). 672 с.
25. Свес — Скорбь (2019). 728 с.
26. Скорее — Сом (2019). 696 с.
27. Сома — Стоящий (2021). 800 с.
28. Стравить — Сям (2024). 727 с.

## Выходные данные
- Словарь современного русского литературного языка: В 17 т / Под ред. В. И. Чернышёва. — М., Л.: Изд-во АН СССР, 1948—1965.
- Словарь современного русского литературного языка: В 20 т / Под ред. К. С. Горбачевича. — М., СПб.: «Русский язык», 1991—1994. (издание остановлено; последний выпущенный том — № 6).
- Большой академический словарь русского языка: В 30 т / Под ред. К. С. Горбачевича. — СПб.: «Наука», 2004—.